# Вінтуйські мови
Вінтуйська сім'я мов використовується в долині Сакраменто в центральній Північній Каліфорнії. Всі Вінтуйські мови є вимерлими або на грані зникнення. 

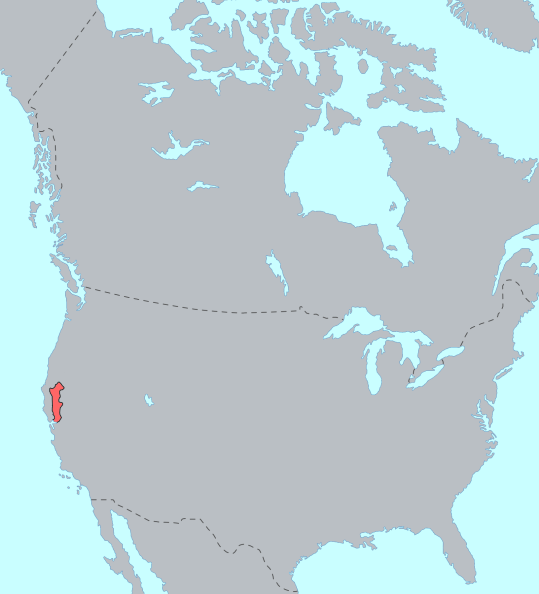

## Класифікація

### Родинний поділ
Шиплі (1978: 89) перерахував три Вінтуйські мови у своєму енциклопедичному огляді мов індіанців Каліфорнії. Мітхун (1999) поділив південний Вінтуан на патвінську та південну патвінську мови, в результаті чого було отримано наступну класифікацію
I. Північний Вінтуан 
1. Вінту (північний Вінту)  (†)
2. Номлакі (центральний Вінту)  (†)

II. Південний Вінтуан
3. Патвінська 
4. Південна Патвінська (†)
Мова Вінту вимерла після смерті останнього носія в 2003 році. Мовою Номлакі володіє один носій (станом на 2010). В 2003 році залишався один мовець патвінської мови. Південна патвінська мова, що колись ним розмовляло місцеве плем'я Суйсун на північному сході від затоки Сан-Франциско, вимерла на початку 20 століття. Вінту є найбільш задокументованою мовою з чотирьох вінтуйських мов. 
Піткін в 1984 припустив, що вінтуйські мови були настільки ж схожі між собою, як романські мови. Імовірно, що вони всі пішли від одної мови і розділилися 2000 років тому. Порівняльне дослідження, що включає реконструкцію фонології, морфології та лексикону протовінтунів було проведено Шефердом в 2006 році. 

### Можливі зв'язки із зовнішніми мовними сім'ями
Вінтуйська сім'я зазвичай вважається членом гіпотетичного пенутианського мовного типу і була однією з п'яти гілок оригінального каліфорнійського ядра пенутіанців, запропонованих Роландом Б. Діксоном та Альфредом Л. Кробером ( 1913, 1913). Однак останні дослідження показують, що вінтуйці самостійно потрапили в Каліфорнію приблизно 1500 років тому з більш раннього місця, десь в Орегоні. Вінтуанська променна система дуже нагадує систему Кламат, тоді як між Північним Вінтуаном та Алсеєю є численні лексичні подібності. 